# Tipus Tiger

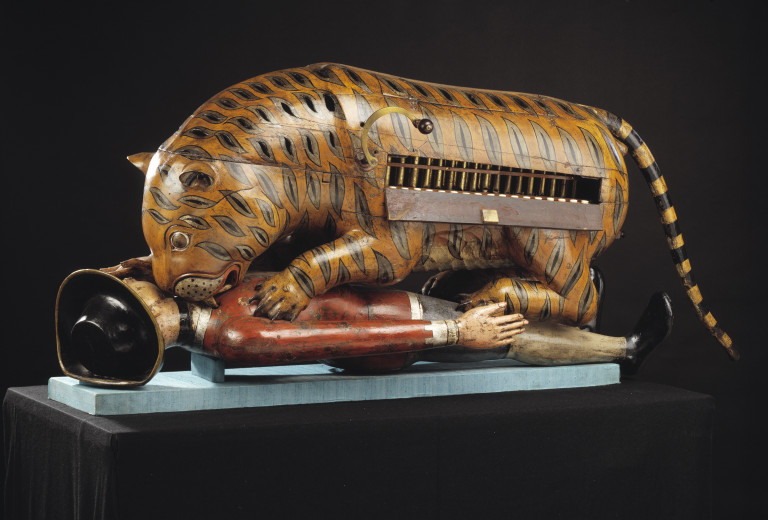
Tipus Tiger im Victoria and Albert Museum London

Tipus Tiger (auch: Tippus Tiger) ist ein Ende des 18. Jahrhunderts im indischen Mysore hergestellter, mechanischer Automat. Er zeigt einen Tiger bei einer Attacke auf einen europäischen Soldaten oder Angestellten der British East India Company und erzeugt dazu passende Geräusche und Bewegungen.

## Beschreibung

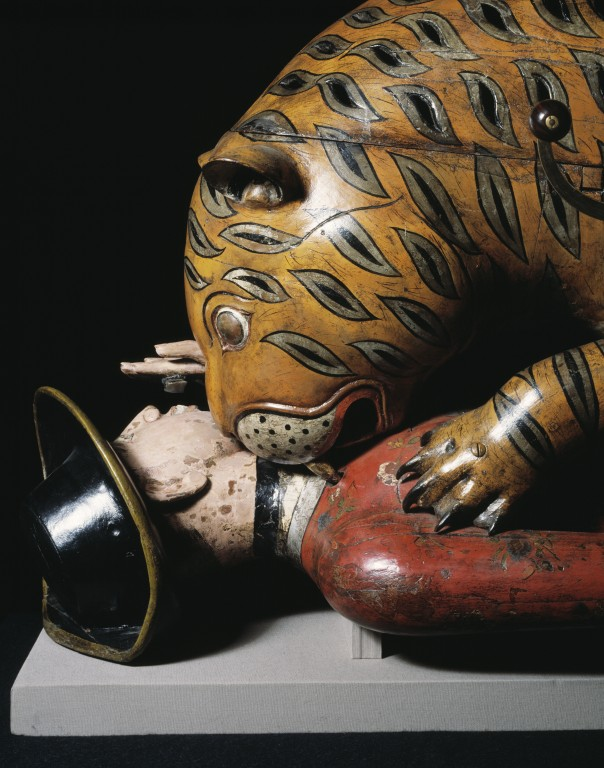
Detailaufnahme

Der rund 71 cm hohe und 172 cm lange Ensemble wurde um 1795 für Tipu Sultan in Mysore hergestellt, der Tigerembleme vielfältig bei der Verzierung von Schmuck, Waffen und Möbelstücken verwendete. Tipu Sultan, Herrscher des südindischen Mysore, hatte mehrere Kriege gegen die Briten geführt und aktiv ein Militärbündnis mit den Franzosen angestrebt. Er wurde auch als „Tiger von Mysore“ bezeichnet, „der lieber zwei Tage als Tiger denn zweihundert Jahre als Schaf leben würde“.
Die Figuren von Tiger und Europäer selbst sind aus bemaltem Holz mit einigen metallenen Auslässen für die Geräuscherzeugung. Die bei den Pfeifen verwendete Bronze stammt aus lokalen Quellen; bei der Mechanik wird französischer Einfluss vermutet, was mit der starken französischen Präsenz an Tipu Sultans Hof in Einklang steht.
Der Automat wird mit einer Kurbel angetrieben. Ähnlich einem Mechanischen Musikautomaten finden verschiedene Kombinationen von Blasebälgen und Pfeifen in Zusammenhang mit beweglichen Teilen Anwendung. Aus dem Mund des Opfers erklingen wehklagende Geräusche, und sein linker Arm bewegt sich auf und ab; die Tonhöhe des Wehklagens wird dadurch verändert. Zwei weitere Pfeifen lassen ein Brüllen aus dem Maul des Tigers erklingen. Im Bauch des Tigers befindet sich eine kleine Orgel-Klaviatur mit 18 Tasten.

## Entstehungsgeschichte
Das Sammeln von mechanischen Musikinstrumenten war zu jener Zeit keine Seltenheit an indischen Fürstenhöfen, besonders an Tipus Tiger ist eine gemeinsame Verkörperung von Tipu Sultans Hass gegen die Engländer und seiner Vorliebe durch die emblematische Verwendung des Raubtiers.
Hintergrund der sehr speziellen Darstellung ist vermutlich der Tod von Hugh Munro, dem Sohn des schottischen Generals Sir Hector Munro, 8th of Novar. Sir Hector hatte Tipu Sultan während des zweiten Mysore-Kriegs eine vernichtende Niederlage beigebracht. Sein Sohn war am 22. Dezember 1792 auf der Insel Saugor von einem Tiger attackiert und getötet worden. Tipu hatte 1793 einen demütigenden Friedensvertrag unterschreiben müssen; die Nachricht vom Tod eines seiner verhassten Feinde gab möglicherweise die Idee zu der Figur. Auch in England fand der Tod von Munro großes Aufsehen und wurde unter anderem als und auf Nippes aus Staffordshire-Porzellan verewigt.

## Verbleib nach 1799

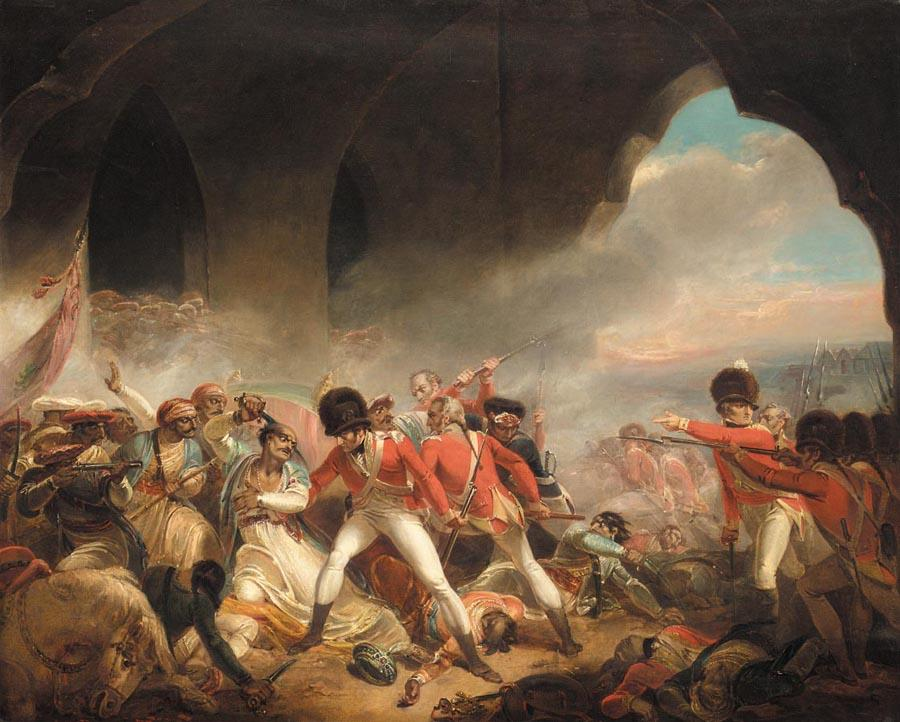
Darstellung von Tipu Sultans Tod bei der Erstürmung Shrirangapattanas

Bei der Erstürmung Shrirangapattanas im Vierten Mysore-Krieg wurde Tipu Sultan am 4. Mai 1799 von britischen Truppen getötet und der Tiger in einem Musiksalon des Palasts erbeutet. Die abschließende Niederlage Tipu Sultans in den Mysore-Kriegen war Gegenstand einer Vielzahl von zeitgenössischen Darstellungen, unter anderem im Rahmen bedeutender Panoramabilder und einer Vielzahl von Stichen und Abbildungen.
Richard Wellesley, 1. Marquess Wellesley, beschrieb den Tiger als Beispiel für „die Arroganz und barbarische Grausamkeit“ Tipu Sultans und schlug vor, ihn im Tower of London auszustellen. Die Britische Ostindien-Kompanie entschied sich aber, den Tiger zu behalten und nicht der britischen Krone zu übergeben. 1808 wurde er zunächst im East India Company Museum in der Londoner Leadenhall Street ausgestellt. Heute ist der Tiger im Victoria and Albert Museum in London zu finden.

## Weitere Erwähnungen

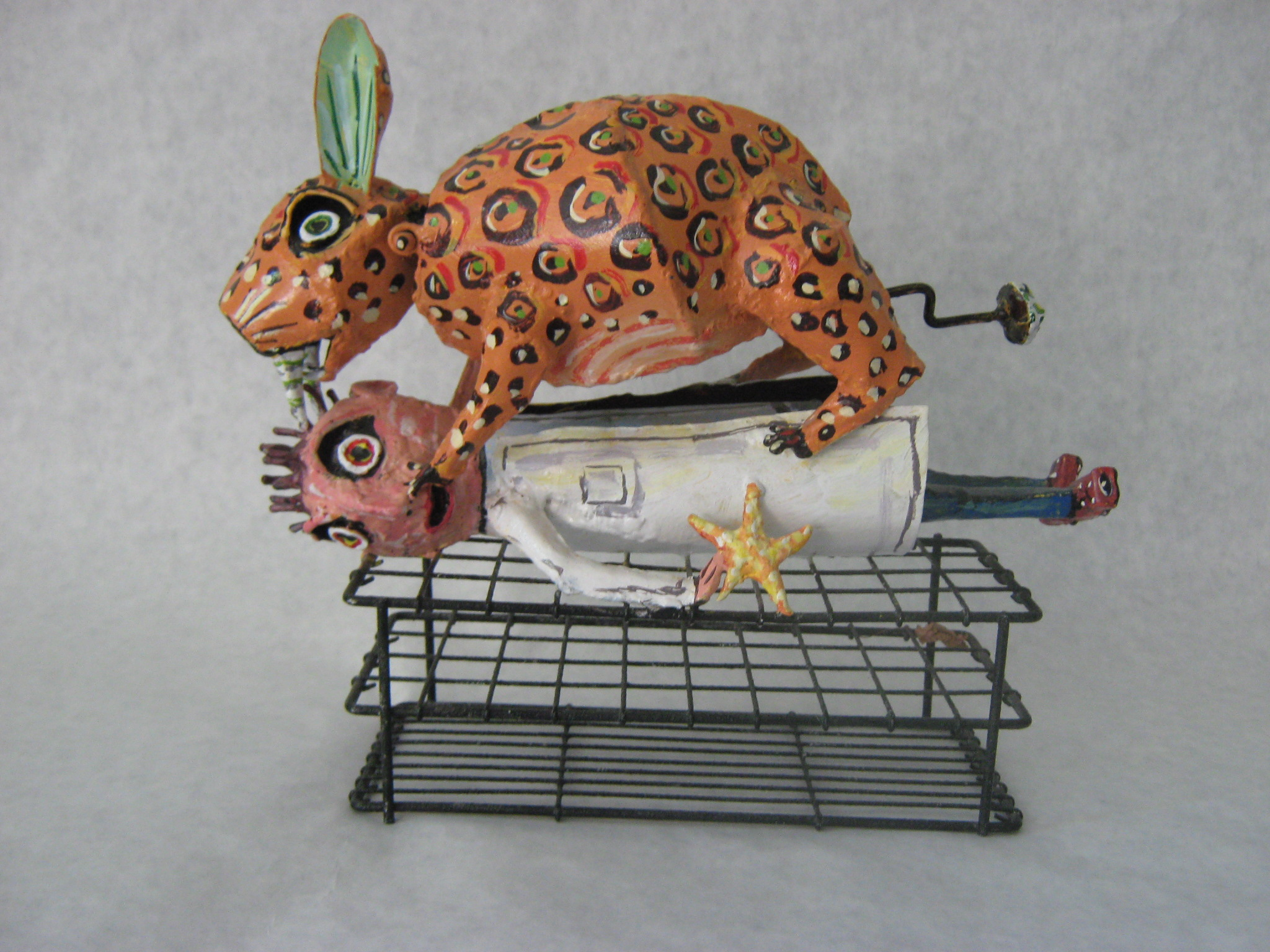
Skulptur Reids

Der Dichter John Keats bezog sich auf den Automaten in seinem Gedicht The Cap and Bells (dt. Die Schellenkappe, übersetzt von Paul Celan). In dem Gedicht kommt ein Wahrsager zum Hof des Kaisers Elfinan. Er hört ein seltsames Geräusch, das er für das Schnarchen des Kaisers hält, in Wirklichkeit handelt es sich um das Geräusch der Mann-und-Tiger-Orgel, des Lieblingsspielzeugs Tipu Sultans.
Der Künstler Bill Reid ließ sich von Tipus Tiger zur Skulptur Bunny eating an astronomer anregen.